# 몰리 프라이스
몰리 프라이스(Molly Price, 1966년 12월 15일 ~ )는 미국의 텔레비전 배우, 영화배우, 연극 배우이다.

## 영화
- 갓즈 포켓 (2014년) - 조아니 역
- 데블 유 노 (2013년)
- 낫 페이드 어웨이 (2012년) - 앙투아네트 역
- 굿닥터 (2011년) - Mrs. 닉슨 역
- 에브리씽 유브 갓 (2010년)
- 왓 고즈 업 (2009년)
- 바이오닉 우먼 (2007년)
- 인 블룸 (2007년)
- 더 슬리피 타임 갤 (2001년)
- 섹스 앤 시티 (1998년)
- 키스 미, 귀도 (1997년)
- 리스크 (1994년)
- 지나의 자유시대 (1994년)
- 져지 걸 (1992년)
- 법과 질서 (1990년)